# Fertilisation of Orchids

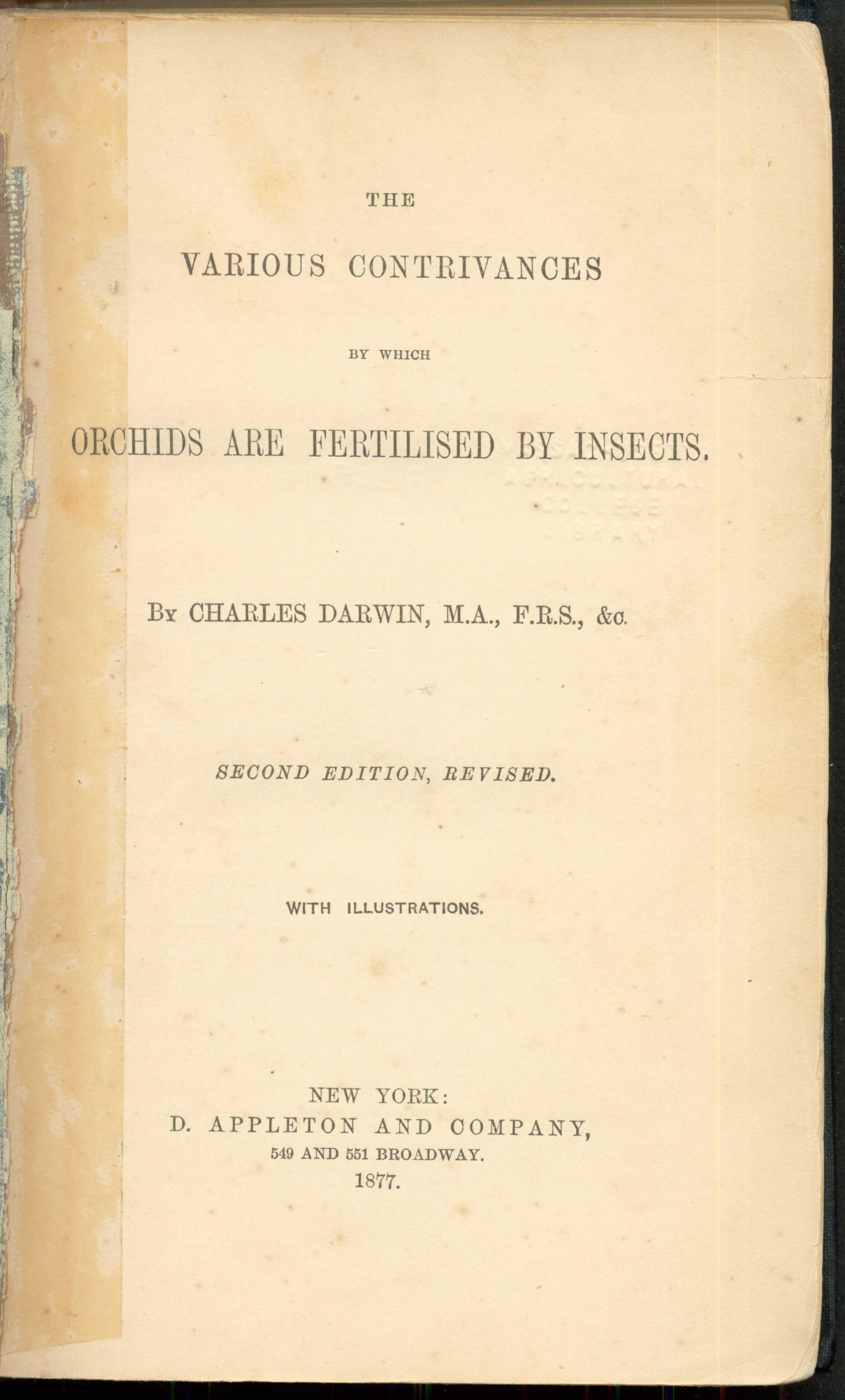
Fertilisation of Orchids 1877 edition title page

Fertilisation of Orchids est le résumé du  titre d'un livre de Charles Darwin publié en anglais en 1862 sous le nom complet de On the various contrivances by which British and foreign orchids are fertilised by insects, and on the good effects of intercrossing. Ce titre signifie « Sur les divers artifices par lesquels les insectes fécondent les orchidées de Grande-Bretagne et étrangères, et sur les effets positifs de l'interfécondation ». Fertilisation des orchidées présente les interactions entre les insectes et les plantes qu'ils ont fécondés et les effets d'un point de vue évolutif. Ceci n'avait été qu'évoqué dans le célèbre ouvrage précédent de Darwin : L'Origine des espèces. Darwin a été aidé dans son travail par sa famille, ses amis et un cercle étendu de correspondants britanniques et étrangers. Il a aussi profité d'une passion de ses contemporains pour la culture des orchidées exotiques.
Ce livre expose avec précision des observations pertinentes, des dissections minutieuses de plantes, des expériences et leur méthodole. Le livre explique le rôle de plusieurs organes de fleurs. Il propose aussi une série de divers micro-adaptations évolutives successives qui pourraient aboutir à la création des fleurs les plus complexes qui soient. Il démontre que certaines espèces d'insecte pollinisent spécifiquement les fleurs d'une plante précise et révèle l'interdépendance entre ces deux types d'organismes. Darwin cherche à montrer que la fécondation croisée, provoquant une plus grande variété de forme, et la sélection naturelle favorisent l'adaptation et la survie de l'espèce. Darwin fournit aussi plusieurs hypothèses et prévisions qui lorsqu'elles s'avèreront justes appuieront la théorie de l'évolution. Des controverses scientifiques sont nées de ces prévisions, Darwin est mis en doute par exemple quand il écrit que la profondeur des nectaires de l'étoile de Madagascar suppose l'existence d'un insecte avec une trompe extraordinairement longue. L'insecte en question est un sphinx africain, la sous-espèce malgache à la trompe suffisamment longue pour polliniser la fleur n'a été découverte qu'en 1903.
Alors que Darwin avait compilé ces informations à des fins récréatives, l'œuvre fournit des explications rationnelles sur la beauté des fleurs et sur l'interaction des plantes et des insectes qui font de lui un botaniste de premier plan. Ce livre est important à plusieurs titres même si ses ventes sont restées faibles. Il est jugé comme renouvelant le genre des ouvrages de botanique par l'originalité et la méticulosité de son travail d'une part, et il est l'inspirateur d'un nouvel axe de recherche, la coévolution, d'autre part. Enfin, Darwin se heurte à une opinion bien répandue dans la population, une opinion conforme à la philosophie naturelle, qui voient en cette beauté la main du dieu créateur.

### Source
- (en) Charles Darwin, On the Various Contrivances by which British and Foreign Orchids are Fertilised by Insects, and on the Good Effects of Intercrossing, Londres, John Murray, 1862 (réimpr. 2e éd. : 1877) (lire en ligne)